# ペドロ・ヒル駅
ペドロ・ヒル駅（ペドロ・ヒルえき、英語 : Pedro Gil LRT Station）は、マニラ市の中心地区の一つであるエルミタ地区にあるマニラ・ライトレール・トランジット・システム(Manila LRT)LRT-1線(グリーンライン)の駅であり、タフト通り(Taft Avenue)とペドロ・ヒル通り(Pedro Gil Street)の交差点付近にある。

## 駅構造
相対式ホーム2面2線を有する高架駅である。

## 駅周辺
- ロビンソン・コマーシャル・コンプレックス (Robinson's Commercial Complex)
- フィリピン大学医学部
- フィリピン総合病院
- ハイアット・ホテル・カジノ・マニラ (Hyatt Hotel&Casino Manila)
- マニラ・ダイアモンド・ホテル (Manila Diamond Hotel)